# Filip (Osadczenko)
Filip, imię świeckie Roman Albertowycz Osadczenko (ur. 2 lipca 1965 w Dniepropetrowsku) – biskup Ukraińskiego Kościoła Prawosławnego Patriarchatu Moskiewskiego.

## Życiorys
Urodził się w rodzinie wojskowych. Ukończył w 1979 studia na wydziale biologicznym Uniwersytetu Charkowskiego. We wrześniu 1980 został wyświęcony na kapłana i skierowany do pracy w soborze katedralnym w Kursku. W 1986 przeniesiony do eparchii połtawskiej. W 1988 ukończył seminarium duchowne w Moskwie. W 1990 został proboszczem parafii św. Mikołaja w Komsomolsku.
W 1993 złożył wieczyste śluby mnisze, przyjmując imię Filip na cześć św. Filipa, metropolity Moskwy. Został wówczas namiestnikiem Mgarskiego Monasteru Przemienienia Pańskiego oraz dziekanem dekanatu krzemieńczuckiego. W 1999 ukończył Kijowską Akademię Duchowną.
30 grudnia 2001 miała miejsce jego chirotonia na biskupa połtawskiego i krzemieńczuckiego. Od 2002 kieruje wydziałem nauczania religii, katechizacji i misji w Ukraińskim Kościele Prawosławnym Patriarchatu Moskiewskiego.
W 2006 podniesiony do godności arcybiskupiej.
W 2011, po śmierci biskupa krzemieńczuckiego i łubieńskiego Tichona, zaczął pełnić obowiązki locum tenens kierowanej dotąd przez niego eparchii. 19 czerwca 2011 katedrę krzemieńczucką objął biskup Mikołaj (Kapustin).
W 2011 wszedł w skład Wyższej Rady Cerkiewnej Ukraińskiego Kościoła Prawosławnego Patriarchatu Moskiewskiego. 9 lipca 2013 otrzymał godność metropolity.